# Tournoi féminin de hockey sur gazon aux Jeux panaméricains de 2023
Navigation
Lima 2019 Barranquilla 2027
Le tournoi féminin de hockey sur gazon aux Jeux panaméricains de 2023 est la 15e édition du tournoi féminin de hockey sur gazon aux Jeux panaméricains de 2023.
Le vainqueur de ce tournoi se qualifie pour les Jeux olympiques 2024.

## Équipes qualifiées
Au total, huit équipes se qualifieront pour le tournoi. Le pays hôte, le Chili, a reçu une qualification automatique dans les deux tournois. Les deux meilleures équipes des Jeux d'Amérique centrale et des Caraïbes de 2023 et des Jeux sud-américains de 2022 se sont également qualifiées. Les trois meilleures équipes non encore qualifiées de la Coupe d'Amérique 2022. Alors que le Chili a terminé parmi les deux premiers aux Jeux sud-américains de 2022, son quota de qualification a été ajouté à la Coupe d'Amérique 2022, ce qui signifie que quatre équipes se sont qualifiées pour le tournoi. Si le Canada et/ou les États-Unis ne se sont pas encore qualifiés, un barrage entre les nations et le troisième classé aux Coupes d'Amérique aura lieu. Si les deux nations se qualifient, les séries de barrages ne seront pas nécessaires et la prochaine équipe la mieux classée à chaque Coupe d'Amérique (qui ne s'est pas encore qualifiée) se qualifiera. Le 13 juillet 2023, la Fédération panaméricaine de hockey annonce les équipes qualifiées et les groupes pour le tournoi.
| Dates                    | Événement                                     | Lieu           | Quotas | Qualifiés                                   |
| ------------------------ | --------------------------------------------- | -------------- | ------ | ------------------------------------------- |
| 4 novembre 2017          | Pays hôte                                     | Prague         | 1      | Chili                                       |
| 19 - 29 janvier 2022     | Coupe d'Amérique 2022                         | Santiago       | 4      | Canada États-Unis Uruguay Trinité-et-Tobago |
| 4 - 12 octobre 2022      | Jeux sud-américains 2022                      | Asuncion       | 1      | Argentine                                   |
| 27 juin - 5 juillet 2023 | Jeux d'Amérique centrale et des Caraïbes 2023 | Saint-Domingue | 2      | Mexique Cuba                                |
| Total                    | Total                                         | Total          | 8      |                                             |

1. ↑  Le Canada et les États-Unis se sont qualifiés via la Coupe d'Amérique 2022, le quota via la Coupe d'Amérique 2022 s'additionne pour une quatrième équipe.
2. ↑  Le Chili est classé premier aux Jeux sud-américains 2022, le quota via la Coupe d'Amérique 2022 s'additionne pour une troisième équipe.

## Critères
En cas d'égalité de points de plusieurs équipes à l'issue des matchs de poule, les critères suivants sont appliqués dans l'ordre indiqué pour établir leur classement:
1. Points de chaque équipe,
2. Matchs gagnés,
3. Différence de buts,
4. Buts pour,
5. Plus grand nombre de points obtenus dans les matchs de poule disputés entre les équipes concernées,
6. Buts marqués en plein jeu.

## Premier tour
Légende :
- Tour pour les médailles
- Tour de classement

### Poule A
| Rang | Équipe            | Pts | J | G | N | P | Bp | Bc | Diff |
| ---- | ----------------- | --- | - | - | - | - | -- | -- | ---- |
| 1    | Argentine T       | 9   | 3 | 3 | 0 | 0 | 34 | 1  | +33  |
| 2    | États-Unis        | 6   | 3 | 2 | 0 | 1 | 19 | 5  | +14  |
| 3    | Uruguay           | 3   | 3 | 1 | 0 | 2 | 11 | 11 | 0    |
| 4    | Trinité-et-Tobago | 0   | 3 | 0 | 0 | 3 | 0  | 47 | -47  |

| 26 octobre 2023 | Argentine  | 8 - 0  | Uruguay           |
| 26 octobre 2023 | États-Unis | 15 - 0 | Trinité-et-Tobago |
| 28 octobre 2023 | Uruguay    | 11 - 0 | Trinité-et-Tobago |
| 28 octobre 2023 | États-Unis | 1 - 5  | Argentine         |
| 30 octobre 2023 | Argentine  | 21 - 0 | Trinité-et-Tobago |
| 30 octobre 2023 | Uruguay    | 0 - 3  | États-Unis        |

### Poule B
| Rang | Équipe  | Pts | J | G | N | P | Bp | Bc | Diff |
| ---- | ------- | --- | - | - | - | - | -- | -- | ---- |
| 1    | Chili H | 9   | 3 | 3 | 0 | 0 | 14 | 0  | +14  |
| 2    | Canada  | 6   | 3 | 2 | 0 | 1 | 12 | 3  | +9   |
| 3    | Cuba    | 1   | 3 | 0 | 1 | 2 | 2  | 10 | -8   |
| 4    | Mexique | 1   | 3 | 0 | 1 | 2 | 1  | 16 | -15  |

| 26 octobre 2023 | Canada  | 7 - 1  | Cuba    |
| 26 octobre 2023 | Chili   | 10 - 0 | Mexique |
| 28 octobre 2023 | Mexique | 1 - 1  | Cuba    |
| 28 octobre 2023 | Canada  | 0 - 2  | Chili   |
| 30 octobre 2023 | Mexique | 0 - 5  | Canada  |
| 30 octobre 2023 | Chili   | 2 - 0  | Cuba    |

## Phase de classement

### Tableau de classement
|  | Demi-finales pour la 5e place | Demi-finales pour la 5e place | Demi-finales pour la 5e place | Demi-finales pour la 5e place |                        |         | Match pour la 5e place | Match pour la 5e place | Match pour la 5e place | Match pour la 5e place |
|  |                               |                               |                               |                               |                        |         |                        |                        |                        |                        |
|  | 2 novembre 2023               | 2 novembre 2023               | 2 novembre 2023               | 2 novembre 2023               |                        |         | 4 novembre 2023        | 4 novembre 2023        | 4 novembre 2023        | 4 novembre 2023        |
|  | A3                            | Uruguay                       | 3                             | 3                             |                        |         | 4 novembre 2023        | 4 novembre 2023        | 4 novembre 2023        | 4 novembre 2023        |
|  | A3                            | Uruguay                       | 3                             | 3                             |                        |         | 4 novembre 2023        | 4 novembre 2023        | 4 novembre 2023        | 4 novembre 2023        |
|  | B4                            | Mexique                       | 0                             | 0                             |                        |         | 4 novembre 2023        | 4 novembre 2023        | 4 novembre 2023        | 4 novembre 2023        |
|  | B4                            | Mexique                       | 0                             | 0                             | A3                     | Uruguay | 3                      | 3                      |                        |                        |
|  | 2 novembre 2023               |                               |                               |                               | A3                     | Uruguay | 3                      | 3                      |                        |                        |
|  |                               |                               | B3                            | Cuba                          | 0                      | 0       |                        |                        |                        |                        |
|  | B3                            | Cuba                          | B3                            | Cuba                          | 0                      | 0       | 1                      | 1                      |                        |                        |
|  | B3                            | Cuba                          |                               |                               |                        |         |                        | 1                      |                        |                        |
|  | A4                            | Trinité-et-Tobago             | 0                             | 0                             |                        |         |                        |                        |                        |                        |
|  | A4                            | Trinité-et-Tobago             | 0                             | 0                             | Match pour la 7e place |         |                        |                        |                        |                        |
|  |                               |                               |                               |                               |                        |         |                        |                        |                        |                        |
|  | 4 novembre 2023               |                               |                               |                               |                        |         |                        |                        |                        |                        |
|  | B4                            | Mexique                       | 0                             | 0                             |                        |         |                        |                        |                        |                        |
|  | B4                            | Mexique                       | 0                             | 0                             |                        |         |                        |                        |                        |                        |
|  | A4                            | Trinité-et-Tobago             | 1                             | 1                             |                        |         |                        |                        |                        |                        |
|  | A4                            | Trinité-et-Tobago             | 1                             | 1                             |                        |         |                        |                        |                        |                        |

### Match pour la7eplace
| Match 17              | Mexique                               | 0 - 1   | Trinité-et-Tobago |                                                                            |                                                                            |
| 4 novembre 2023 09h30 |                                       | (0 - 1) | 14e Thompson      | Arbitrage : Claudia Montino Natalia Lodeiro Arbitre vidéo : Melina Illanes | Arbitrage : Claudia Montino Natalia Lodeiro Arbitre vidéo : Melina Illanes |
| 4 novembre 2023 09h30 | Rapport (FIH) Rapport (Santiago 2023) |         |                   | Arbitrage : Claudia Montino Natalia Lodeiro Arbitre vidéo : Melina Illanes | Arbitrage : Claudia Montino Natalia Lodeiro Arbitre vidéo : Melina Illanes |

### Match pour la5eplace
| Match 18              | Uruguay                                    | 3 - 0   | Cuba |                                                                        |                                                                        |
| 4 novembre 2023 11h45 | Algorta 19e · Amadeo 28e · Curutchague 42e | (2 - 0) |      | Arbitrage : Meghan McLennan Victoria Pazos Arbitre vidéo : Ana Vázquez | Arbitrage : Meghan McLennan Victoria Pazos Arbitre vidéo : Ana Vázquez |
| 4 novembre 2023 11h45 | Rapport (FIH) Rapport (Santiago 2023)      |         |      | Arbitrage : Meghan McLennan Victoria Pazos Arbitre vidéo : Ana Vázquez | Arbitrage : Meghan McLennan Victoria Pazos Arbitre vidéo : Ana Vázquez |

## Phase finale

### Tour pour les médailles
|  | Demi-finales    | Demi-finales    | Demi-finales    | Demi-finales    |                               |           | Finale          | Finale          | Finale          | Finale          |
|  |                 |                 |                 |                 |                               |           |                 |                 |                 |                 |
|  | 2 novembre 2023 | 2 novembre 2023 | 2 novembre 2023 | 2 novembre 2023 |                               |           | 4 novembre 2023 | 4 novembre 2023 | 4 novembre 2023 | 4 novembre 2023 |
|  | A1              | Argentine       | 3               | 3               |                               |           | 4 novembre 2023 | 4 novembre 2023 | 4 novembre 2023 | 4 novembre 2023 |
|  | A1              | Argentine       | 3               | 3               |                               |           | 4 novembre 2023 | 4 novembre 2023 | 4 novembre 2023 | 4 novembre 2023 |
|  | B2              | Canada          | 0               | 0               |                               |           | 4 novembre 2023 | 4 novembre 2023 | 4 novembre 2023 | 4 novembre 2023 |
|  | B2              | Canada          | 0               | 0               | A1                            | Argentine | 2               | 2               |                 |                 |
|  | 2 novembre 2023 |                 |                 |                 | A1                            | Argentine | 2               | 2               |                 |                 |
|  |                 |                 | A2              | États-Unis      | 1                             | 1         |                 |                 |                 |                 |
|  | B1              | Chili           | A2              | États-Unis      | 1                             | 1         | 1 (1)           | 1 (1)           |                 |                 |
|  | B1              | Chili           |                 |                 |                               |           |                 | 1 (1)           |                 |                 |
|  | A2              | États-Unis      | 1 (3)tab        | 1 (3)tab        |                               |           |                 |                 |                 |                 |
|  | A2              | États-Unis      | 1 (3)tab        | 1 (3)tab        | Match pour la troisième place |           |                 |                 |                 |                 |
|  |                 |                 |                 |                 |                               |           |                 |                 |                 |                 |
|  | 4 novembre 2023 |                 |                 |                 |                               |           |                 |                 |                 |                 |
|  | B2              | Canada          | 0               | 0               |                               |           |                 |                 |                 |                 |
|  | B2              | Canada          | 0               | 0               |                               |           |                 |                 |                 |                 |
|  | B1              | Chili           | 2               | 2               |                               |           |                 |                 |                 |                 |
|  | B1              | Chili           | 2               | 2               |                               |           |                 |                 |                 |                 |

### Match pour la3eplace
| Match 19              | Chili                                 | 2 - 0   | Canada |                                                                          |                                                                          |
| 4 novembre 2023 17h30 | Krimerman 2e, 46e                     | (1 - 0) |        | Arbitrage : Maggie Giddens Ayanna McClean Arbitre vidéo : Victoria Pazos | Arbitrage : Maggie Giddens Ayanna McClean Arbitre vidéo : Victoria Pazos |
| 4 novembre 2023 17h30 | Rapport (FIH) Rapport (Santiago 2023) |         |        | Arbitrage : Maggie Giddens Ayanna McClean Arbitre vidéo : Victoria Pazos | Arbitrage : Maggie Giddens Ayanna McClean Arbitre vidéo : Victoria Pazos |

### Finale
| Match 20              | Argentine                             | 2 - 1   | États-Unis |                                                                       |                                                                       |
| 4 novembre 2023 19h45 | Gorzelany 12e · Trinchinetti 51e      | (1 - 1) | 30e Sessa  | Arbitrage : Emi Yamada Megan Robertson Arbitre vidéo : Ayanna McClean | Arbitrage : Emi Yamada Megan Robertson Arbitre vidéo : Ayanna McClean |
| 4 novembre 2023 19h45 | Rapport (FIH) Rapport (Santiago 2023) |         |            | Arbitrage : Emi Yamada Megan Robertson Arbitre vidéo : Ayanna McClean | Arbitrage : Emi Yamada Megan Robertson Arbitre vidéo : Ayanna McClean |

## Classement final
| Rang                         | Groupe | Équipe            | J | V | N | P | BP | BC | +/- | Pts | Classement mondial FIH | Classement mondial FIH | Classement mondial FIH |
| Rang                         | Groupe | Équipe            | J | V | N | P | BP | BC | +/- | Pts | Avant                  | Après                  | +/-                    |
| ---------------------------- | ------ | ----------------- | - | - | - | - | -- | -- | --- | --- | ---------------------- | ---------------------- | ---------------------- |
| Médaille d'or, Amérique      | A      | Argentine T       | 5 | 5 | 0 | 0 | 39 | 2  | +37 | 12  | 3                      | 3                      | 0                      |
| Médaille d'argent, Amérique  | A      | États-Unis        | 5 | 2 | 1 | 2 | 21 | 8  | +13 | 7   | 16                     | 15                     | +1                     |
| Médaille de bronze, Amérique | B      | Chili H           | 5 | 4 | 1 | 0 | 17 | 1  | +16 | 13  | 14                     | 14                     | 0                      |
| 4                            | B      | Canada            | 5 | 2 | 0 | 3 | 12 | 8  | +4  | 6   | 15                     | 16                     | -1                     |
| 5                            | A      | Uruguay           | 5 | 3 | 0 | 2 | 17 | 11 | +6  | 9   | 25                     | 24                     | +1                     |
| 6                            | B      | Cuba              | 5 | 1 | 1 | 3 | 3  | 13 | -10 | 4   | 40                     | 39                     | +1                     |
| 7                            | A      | Trinité-et-Tobago | 5 | 1 | 0 | 4 | 1  | 48 | -47 | 3   | 47                     | 49                     | -2                     |
| 8                            | B      | Mexique           | 5 | 0 | 1 | 4 | 1  | 20 | -19 | 1   | 30                     | 35                     | +5                     |

|  | Nation qualifiée pour les Jeux olympiques 2024                   |
|  | Nation qualifiée pour le Tournoi de qualification olympique 2024 |